# Nepean (circonscription fédérale)
Pour les articles homonymes, voir Nepean (homonymie).
Circonscription électorale fédérale du Canada
Nepean est une circonscription électorale fédérale canadienne située en Ontario représentée depuis 2015. Elle fut aussi représentée de 1988 à 1997.

## Géographie
En 1987, la circonscription de Nepean comprenait:
- La cité de Nepean

Les circonscriptions limitrophes sont Ottawa-Ouest—Nepean, Carleton et Kanata—Carleton.

## Députés
| Législature                                                          | Années        | Député        | Parti | Parti   |
| -------------------------------------------------------------------- | ------------- | ------------- | ----- | ------- |
| Nepean issue d'une partie de Nepean—Carleton avant 1988              |               |               |       |         |
| 34e                                                                  | 1988–1993     | Beryl Gaffney |       | Libéral |
| 35e                                                                  | 1993–1997     | Beryl Gaffney |       | Libéral |
| Circonscription dissoute dans Nepean—Carleton et Ottawa-Ouest—Nepean |               |               |       |         |
| Circonscription recréée de Nepean—Carleton                           |               |               |       |         |
| 42e                                                                  | 2015–2019     | Chandra Arya  |       | Libéral |
| 43e                                                                  | 2019–2021     | Chandra Arya  |       | Libéral |
| 44e                                                                  | 2021–2025     | Chandra Arya  |       | Libéral |
| 45e                                                                  | 2025–en cours | Mark Carney   |       | Libéral |